# Kieselerde
Kieselerde ist historisch bedingt ein unscharfer Begriff für Mineralien und Sedimente mit hohem Siliciumgehalt. Ursprünglich bezeichnete man so Mineralien, die sich wegen ihres Quarzgehalts zur Herstellung von Glas eignen. Jedoch werden auch biogen gebildete Sedimente wie Kieselgur als Kieselerde bezeichnet: Kieselalgen besitzen eine siliciumhaltige Zellhülle, welche nach ihrem Absterben erhalten bleibt und so die Kieselerde bildet.
Chemisch handelt es sich bei Kieselerde um Kieselsäureanhydride, also Siliciumdioxide und nicht um Kieselsäuren. Gelegentlich werden auch Alumosilikate wie Kaoline als Kieselerde bezeichnet. Eine Besonderheit ist die Neuburger Kieselerde, die aus Kieselsäure und Kaolinit besteht und als Sediment verwitterten Granitgesteins ausschließlich bei Neuburg an der Donau in Deutschland vorkommt.

## Gesundheitsbezogene Verwendung
Die aus fossilen Kieselalgen (Diatomeen) gewonnene echte Kieselerde (Silicea terra bzw. Terra silicea; Kieselgur) gilt traditionell als Mittel zur Vorbeugung vor brüchigen Nägeln und Haaren und zur Kräftigung des Bindegewebes. Der Anwendung liegt die Vorstellung zugrunde, dass Silizium im menschlichen Organismus eine physiologische Bedeutung hat, was aufgrund seines Vorkommens insbesondere in Knorpel, Knochen und Bindegewebe als plausibel angesehen wird. Siliziumverbindungen reichern sich auch in Haut und Hautanhangsgebilden an  und kommen im Zahnschmelz vor. In Tierversuchen verbesserten Silikate die Mineralisierung von Knochengewebe, auch ein Einfluss auf die Bildung von Knorpel- und Bindegewebe wurde im Tierversuch gezeigt. Ferner könnten Siliziumverbindungen eine Rolle im Fettstoffwechsel spielen.
Siliziumhaltige Lebensmittel sind beispielsweise Kartoffeln, ballaststoffreiche Getreidesorten wie Gerste und Hafer, Wurzelgemüse und Bier. Zufuhrempfehlungen können aufgrund mangelnder Daten nicht festgelegt werden, Mangelerscheinungen sind nicht bekannt.
Auf dem Markt werden verschiedene Präparate zum Einnehmen angeboten, die Kieselerde als Siliziumlieferant enthalten. Sie sollen Haut, Nägel, Haare, Knochen und Bindegewebe stärken und gesund erhalten. Eine Wirkung dieser Präparate ist wissenschaftlich nicht nachgewiesen. 2007 gerieten verschiedene Kieselerdepräparate in die Schlagzeilen, nachdem das Institut für Mineralogie der Universität Hamburg und die Bundesanstalt für Materialforschung bei an Nahrungsergänzungsmitteln durchgeführten Untersuchungen festgestellt hatten, dass von zehn untersuchten Präparaten neun kristalline Siliciumdioxide enthielten: Sieben bestanden im Wesentlichen aus Quarz und zwei aus Cristobalit in fein gemahlener Form. Hingegen hat Silicea terra eine amorphe Struktur. Die Verbraucherschutzministerien mehrerer Bundesländer bezweifelten die Verkehrsfähigkeit u. a. wegen des Verdachts der Verbrauchertäuschung.
Kieselerde ist bei oraler Anwendung untoxisch. Bei langfristiger und hoch dosierter Einnahme ist in Einzelfällen die Bildung von siliziumhaltigen Nierensteinen möglich.
Als homöopathisches Mittel ist Kieselerde auch unter dem Namen Silicea terra bekannt, Kieselsäure dagegen als Acidum silicium.
In der Kosmetik wird Kieselgur unter dem Namen Diatomaceous Earth (INCI) eingesetzt.